# Pere Pagès i Rueda
Pere Pagès i Rueda (Reus, 9 de febrer de 1857 - Barcelona, 12 de juliol de 1929) va ser un periodista i excursionista català.
Era fill de Pere Pagès, tintorer, i d'Antònia Rueda, tots dos de Reus. D'adolescent, va anar a viure a Barcelona, on als vint-i-quatre anys va entrar a la redacció del Diari Català que dirigia Valentí Almirall, i quan es va fundar La Veu de Catalunya es va incorporar al cos de redacció on tenia al seu càrrec la secció comarcal. Aficionat a l'excursionisme, va redactar una sèrie d'articles descriptius d'indrets i paisatges de Catalunya, amb comentaris històrics. l'1 de gener de 1919 publicava a La Veu de Catalunya un article, «Les comarques catalanes» que el va situar entre els estudiosos del tema comarcal a Catalunya. Cap al final de la seva vida, quan anava cada estiu a Caldes de Boí per motius de salut, va publicar en aquest periòdic barceloní unes interessants descripcions dels paisatges pirinencs i es va convertir en el propagador de les belleses de la Vall de Sant Nicolau.
Col·laborava a la premsa reusenca, principalment a Lo Somatent, amb una sèrie de treballs descriptius de les serres del Camp de Tarragona, i també al setmanari catalanista Pàtria Nova. Va inventar un sistema taquigràfic personal per tal de ressenyar amb fidelitat els esdeveniments polítics i ciutadans importants. Al morir era el degà dels redactors de La Veu de Catalunya.